# Агвас Буенас (Порторико)
Агвас Буенас (шп. Aguas Buenas) је општина у америчкој острвској територији Порторико, острвској држави Кариба.

## Демографија
По попису из 2010. године број становника је 28.659, што је 373 (-1,3%) становника мање него 2000. године.
| Група             | 2000.          | 2010.          |
| Белци             | 160 (0,6%)     | 107 (0,4%)     |
| Афроамериканци    | 1.653 (5,7%)   | 3.604 (12,6%)  |
| Азијати           | 62 (0,2%)      | 25 (0,1%)      |
| Хиспаноамериканци | 28.831 (99,3%) | 28.513 (99,5%) |
| Укупно            | 29.032         | 28.659         |